# كلود روسيل
كلود روسيل هو نحات كندي، ولد في 1930 في إيدموندستون ‏ في كندا.